# Riddick (film)
Riddick è un film del 2013 diretto da David Twohy. 
È il terzo capitolo della saga di fantascienza dedicata all'antieroe Riddick, interpretato da Vin Diesel, dopo Pitch Black (2000) e The Chronicles of Riddick (2004). Inizialmente il titolo del film era: The Chronicles of Riddick: Dead Man Stalking.
La regia è sempre di David Twohy che firma anche la sceneggiatura. Protagonista è ancora Vin Diesel. Piuttosto che al secondo film The Chronicles of Riddick, la pellicola è più simile al primo film, Pitch Black. Tornano infatti i mostri alieni che resero quel film a basso costo un cult del cinema di fantascienza.

## Trama
In un pianeta deserto, Richard B. Riddick viene ridestato da un volatile rapace simile ad un avvoltoio: il furiano è gravemente ferito. Prima che possa curarsi, egli viene assalito da un gruppo di canidi simili a grossi sciacalli, dai quali riesce però a fuggire. Curata la gamba con mezzi di fortuna, Riddick cerca un riparo per riposare e qui, in un flashback, vengono mostrati gli eventi che lo hanno condotto in quella situazione: in base alla legge dei Necromonger "ciò che uccidi rimane a te", egli ne è divenuto il nuovo "Lord Marshal" dopo averne assassinato il predecessore in duello. Ciò, unito al fatto che egli si sente a disagio nel ruolo di leader dei Necromonger, lo spinge ad un accordo con Lord Vaako: avrebbe ceduto a quest'ultimo il titolo di Lord Marshal a patto di essere condotto su Furya, suo mondo natale. Vaako accetta ed ordina a Krone, suo sottoposto, di portarlo sul luogo. Quest'ultimo però tradisce Riddick portandolo su di un altro pianeta e cercando di assassinarlo. Fiutata la trappola, il furiano uccide i sicari di Krone, ma quest'ultimo riesce a provocare una frana che fa precipitare Riddick da un dirupo.
Ripresosi, Riddick esplora la zona in cui si trova e, arrampicatosi su una montagna, intravede una savana che però può essere raggiunta solo attraverso un passo sorvegliato da pericolosi animali velenosi simili a giganteschi scorpioni acquatici che vivono in pozze fangose. Dopo una lunga preparazione che prevede l'immunizzazione al veleno degli esseri tramite l'auto-iniezione di dosi sempre più elevate dello stesso, Riddick riesce nell'impresa, portando con sé anche un cucciolo di un animale feroce simile ad uno sciacallo. Dopo lungo tempo, Riddick e il suo "sciacallo", divenuto ormai adulto, giungono nei pressi di una struttura usata come base di appoggio dai cacciatori di taglie e il furiano decide di usarne il radiofaro per attirarne alcuni sul luogo, poiché ha potuto osservare che, a causa di un fronte temporalesco, si va costituendo un grave pericolo: le grandi piogge allagano i terreni polverosi del pianeta, permettendo a branchi di predatori velenosi di salire in superficie. Ben presto arrivano due navi sul posto: la prima trasporta un gruppo di cacciatori di taglie guidato da un uomo violento e instabile chiamato Santana, mentre l'altra una squadra di mercenari, ben equipaggiata e guidata da un uomo di nome Johns. Riddick lascia loro un messaggio nel quale promette la morte a tutti i mercenari presenti, a meno che essi non gli diano una delle loro navi per permettergli di abbandonare il pianeta. Rubio, Nunez e Falco, del gruppo di mercenari di Santana, muoiono durante la prima notte, costringendo Santana a collaborare con Johns. Riddick riesce a rubare le batterie di entrambe le navi, a quel punto Johns e Santana sembrano raggiungere un accordo tra loro per negoziare con lui. Mostratosi ai cacciatori di taglie, Riddick offre loro uno scambio: una delle navi in cambio della batteria per l'altra, ma la situazione degenera a causa di Santana che, adirato, tenta di attaccare Riddick alle spalle, venendo fermato dalla "iena" di Riddick, che viene uccisa, mentre Riddick viene sedato tramite dei proiettili narcotizzanti.
Riddick viene incatenato nella stazione, e Johns lo interroga su dove sia finito il mercenario visto in Pitch Black, rivelandogli di esserne il padre. La tempesta si avvicina e con la pioggia, arrivano le feroci e velenose creature che circondano la stazione e tentano di entrare nell'edificio, uccidendo inizialmente Lockspur e Moss. Johns intende rilasciare Riddick, purché gli consegni una batteria della nave, tuttavia Santana vuole riscuotere la taglia e ucciderlo, perché Riddick da morto vale il doppio che da vivo. Ancora in parte incatenato, Riddick, come gli aveva promesso, decapita Santana scagliandogli contro un coltello con un calcio, vendicando così la morte della sua amica "iena". Dopo essersi aperti un varco verso la nave che ospita le moto, Riddick guida i mercenari verso il luogo dove sono nascoste le batterie. Diaz, un uomo di Santana, tocca la moto di Johns, facendolo cadere, ma Riddick lo recupera e poi gli rivela che suo figlio era in realtà un drogato dipendente dalla morfina e che voleva utilizzare un bambino come esca per salvarsi la pelle. In un attimo di distrazione da parte di entrambi, Diaz tenta di uccidere Johns e Riddick, ma quest'ultimo lo uccide dopo un violento combattimento; tuttavia Diaz, prima di morire, riesce a danneggiare l'unica moto rimasta funzionante, mentre l'altra era già stata messa fuori uso in precedenza dallo stesso Diaz. Riddick e Johns si devono fare strada a piedi tra un'orda di creature; Riddick viene ferito e Johns riesce a fuggire con le batterie lasciando Riddick sul posto a combattere una battaglia disperata con le creature. Quando ormai pare soccombere, Riddick viene salvato da Johns, che arriva con la nave abbattendo alcune creature e salvando il furiano da morte certa. Riddick prende poi possesso dell'altra nave ed entrambi volano via dal pianeta verso destinazioni diverse. Prima di dividersi, Johns si affianca alla nave di Riddick per chiedergli dove andrà, anche se poi, ripensandoci, dice di non volerlo sapere. Il furiano gli dice che "tutti prima o poi tornano a casa" e vola via.
Nella versione estesa della pellicola, viene mostrato Riddick intento a tornare fra i Necromonger e ad uccidere Krone. Immediatamente dopo, il furiano chiede ad una delle ancelle se Vaako sia vivo o morto e lei risponde "entrambi". La pellicola si conclude con la voce di Vaako proveniente dall'Oltreverso che si rivolge a Riddick.

## Produzione
Le prime indiscrezioni sulla realizzazione di un terzo capitolo della saga di Riddick iniziarono a circolare fin dal 2006. Il regista Twohy affermò subito che il film sarebbe stato una pellicola indipendente a basso costo, nonostante fosse già noto che sarebbe stato distribuito dagli Universal Studios come gli altri film della serie.
Nonostante la tiepida accoglienza del precedente film del 2004, Diesel e Twohy rimasero ottimisti a proposito della realizzazione di un terzo film. Diesel affermò che «tutti sanno che amo Riddick e sono sempre al lavoro sul personaggio» e che «se ci vogliono cinque anni per creare un altro film, è perché sia David che io siamo molto perfezionisti». Durante i successivi quattro anni, Diesel pubblicò periodicamente degli aggiornamenti sul proprio profilo Facebook, mantenendo i fan aggiornati sui progressi del film. Nel novembre 2009, poco dopo aver terminato di scrivere la sceneggiatura, Twohy annuncio che la fase di pre-produzione della pellicola stava per cominciare.
Nell'aprile 2010 una recensione della sceneggiatura del film, noto in fase di produzione col titolo di The Chronicles of Riddick: Dead Man Stalking, viene pubblicata dal sito Coming Attractions.
Il giornalista Patrick Sauriol scrisse:
(Patrick Sauriol per Coming Attractions)
Il 9 febbraio 2010, Diesel confermò, tramite il proprio profilo Facebook, che una delle location delle riprese sarebbe stato il Deserto Bianco di Farafra, in Egitto. Affermò infatti che il terreno del deserto, unico nel suo genere, ben si prestava a rappresentare l'atmosfera del pianeta trattato nel film.
Il 13 marzo 2011, Diesel pubblicò, sempre sul suo profilo Facebook, un video nel quale lo stesso Diesel e il regista David Twohy parlavano del terzo film. Essi riconfermarono che il film sarebbe stato classificato come R, così come era stato per il primo film, promettendo che le riprese sarebbero cominciate entro breve.

### Cast
Karl Urban riprende il ruolo di Lord Vaako, mentre Katee Sackhoff e Matt Nable si uniscono al cast.

### Riprese
Le prime immagini di Vin Diesel su set sono state distribuite il 20 gennaio 2012. Le riprese iniziate nel gennaio 2012, si sono concluse alla fine di marzo. Nel mese successivo è iniziata la post produzione.
Il budget per il film è stato di $ 38 milioni.

## Distribuzione
Il primo trailer di lancio è stato distribuito dall'attore Vin Diesel tramite il suo profilo facebook il 22 marzo 2013.

### Date di distribuzione
| Stato              | Data         |
| ------------------ | ------------ |
| Irlanda            | 4 settembre  |
| Regno Unito        | 4 settembre  |
| Croazia            | 5 settembre  |
| Hong Kong          | 5 settembre  |
| Ungheria           | 5 settembre  |
| Italia             | 5 settembre  |
| Paesi Bassi        | 5 settembre  |
| Macedonia del Nord | 5 settembre  |
| Bulgaria           | 6 settembre  |
| Estonia            | 6 settembre  |
| India              | 6 settembre  |
| Lituania           | 6 settembre  |
| Norvegia           | 6 settembre  |
| Taiwan             | 6 settembre  |
| Stati Uniti        | 6 settembre  |
| Australia          | 12 settembre |
| Perù               | 12 settembre |
| Portogallo         | 12 settembre |
| Russia             | 12 settembre |
| Singapore          | 12 settembre |
| Spagna             | 13 settembre |
| Belgio             | 18 settembre |
| Francia            | 18 settembre |
| Austria            | 19 settembre |
| Germania           | 19 settembre |
| Svezia             | 20 settembre |
| Danimarca          | 26 settembre |
| Brasile            | 27 settembre |
| Finlandia          | 27 settembre |
| Argentina          | 10 ottobre   |
| Grecia             | 17 ottobre   |

## Accoglienza

### Incassi
Il film ha incassato globalmente 98337295 $.

### Critica
Su Rotten Tomatoes il film detiene il 58% di consensi con un punteggio di 5.4/10 basato su 173 recensioni, mentre su Metacritic il voto è di 49/100 basato su 35 recensioni.